# Uncinia hamata
Uncinia hamata là loài thực vật có hoa trong họ Cói. Loài này được (Sw.) Urb. miêu tả khoa học đầu tiên năm 1900.